# Lijst van bisschoppen van Metz
Een lijst van bisschoppen van Metz.

## Vóór 500
- c. 280–300 Clemens
- Celest
- Felix I
- Patient
- 344–346: Viktor I
- Viktor II
- Simeon
- Sambace
- Rufus
- Adelphus
- Firmin
- Legonce
- c. 451: Auktor
- Expiece
- Urbice
- Bonole
- Terence
- Consolin
- c. 486: Romanus
- tot 497: Phronimius
- 497?–512: Grammatius

## 500–1000
- 512?–535: Agatimber
- 525–542: Hesperius
- 542–568: Villicus
- 568?–578: Peter
- 590 of 591–601: Agilulf
- 591–???: Gondulf
- 601–609 or 611: Arnoald
- 609?–614: Pappolus
- 614–629: Arnulf (Pepiniden)
- 629–644: Goericus
- 641?–652?: Godo
- 652?–693?: Chlodulf, zoon van Arnulf, (Pepiniden)
- 696–707: Albo[1]
- 707–715: Aptatus
- 715–716: Felix II
- 716–741: Sigibald
- 742–766: Chrodegang
- 768–791: Angilram
- 819–822: Gundholf
- 823–855: Drogo (zoon van Karel de Grote)
- 858–875: Adventius
- 876–882: Walo
- 883–916: Rudbrecht I
- 917–927: Wigrich
- 927–929: Benno
- 929–964: Adalbero I (geslacht graven van de Ardennergouw)
- 964–984: Diederik I, graaf van Franken
- 984–1005: Adalbero II (Ardennengouw)

## 1000–1648
- 1005–1046: Diederik II van Luxemburg
- 1047–1072: Adalbero III van Luxemburg
- 1073–1090: Herman
- 1088–1089: Bruno, graaf van Calw
- 1090–1090: Burghard
- 1090–1103: Poppo
- 1090–1117: Adalbero IV
- 1118–1120: Dietgar/Theodgerus
- 1120–1163: Stephanus van Bar
- 1164–1171: Diederik III van Bar
- 1171–1173/9: Frederik van Pluvoise
- 1173–1179: Diederik IV van Lotharingen (afgezet)
- 1180–1211: Bertram (1178–1179: aartsbisschop van Bremen)
- 1211–1224: Koenraad I van Scharfenberg (1200: bisschop van Spiers)
- 1224–1238: Jan I van Aspremont
- 1239–1260: Jakob van Lotharingen
- 1260–1264: Philips van Lotharingen-Florange
- 1264–1269: Willem van Traisnel
- 1269–1279: Lourens van Leistenberg
- 1280–1282: Jan II van Vlaanderen (1282–1292: bisschop van Luik)
- 1282–1296: Burchard II van Avesnes (grafelijk huis Henegouwen)
- 1297–1302: Gerard van Reninge, soms foutief van Relanges genoemd
- 1302–1316: Reinout van Bar

1316–1319: vacant door de ruziënde kandidaten Philippe van Bayon en Pierre van Sierk
- 1319–1325: Hendrik I van Dauphiné de Vienne, ook genoemd Hendrik I van Tour-du-Pin
- 1325–1327: Lodewijk I van Poitiers-Valentin (1318–1325: bisschop van Langres)
- 1327–1361: Adhémar van Monteil
- 1361–1365: Jan III van Vienne (1355–1361: aartsbisschop van Besançon; 1365–1382: bisschop van Bazel)
- 1365–1384: Diederik V Bayer van Boppard (1359–1365: bisschop van Worms)
- 1384–1387: Peter van Luxemburg-Ligny
- 1387–1415: Raoul van Coucy-(Montmirel) (1415–1424: bisschop van Noyon)
- 1416–1459: Koenraad II Bayer van Boppard
- 1459–1484: George I van Baden
- 1484–1505: Hendrik II van Lotharingen
- 1505–1550: Jan IV van Lotharingen-Guise (1517–1525/1532–1537/1542–1543: bisschop van Toul; 1521–1524: bisschop van Valence; 1524–1544: bisschop van Verdun; 1533–1538: aartsbisschop van Reims; 1537–1539: aartsbisschop van Lyon)
  - 1505–1519: voogdij door domkapittel
  - 1543–1548: Nikolaas van Lotharingen-Mercoeur (administrator) (1544–1548: bisschop van Verdun)
- 1550–1551: Karel I van Lotharingen-Guise (1538–1574: aartsbisschop van Reims); 1548–1574: wereldlijk administrator
- 1551–1555: Robert II van Lénoncourt (1535–1550: bisschop van Châlons; 1556–1560: aartsbisschop van Embrun; 1560–1561: aartsbisschop van Arles)
- 1555–1568: Frans van Beauquerre de Peguillon (overleden in 1591)
- 1568–1578: Lodewijk II v.Lotharingen-Guise
- 1578–1607: Karel III van Lotharingen (1592–1607: bisschop van Straatsburg)
- 1608–1612: Annas de Perusse-d'Escars de Givry
- 1612–1652: Hendrik III de Verneuil (bastaard van Frankrijk) (overleden in 1682)
  - 1612–1621: voogdij domkapittel

## 1648ː Metz definitief in Franse handen (tot heden)
- 1653–1658: Jules Mazarin
- 1658–1663: Frans Egon van Fürstenberg (1663–1682: bisschop van Straatsburg; 1657–1682: prins-abt van het abdijvorstendom Stavelot-Malmedy; 1664–1682: abt van Murbach)
- 1663–1668: Willem Egon van Fürstenberg (1682–1704: bisschop van Straarsburg en abt van Stablo)
- 1669–1697: Georges III d'Aubusson de La Feuillade (1649–1668: bisschop van Embrun)
- 1697–1732; Hendrik Karel Cambout-Coislin
- 1733–1760: Claude de Rouvroy de Saint-Simon (1732–1733: bisschop van Noyon)
- 1761–1802: Lodewijk Joseph de Laval-Montmorency
- 1792–1802: Nicolas Francin
- 1802–1806: Pierre-François Bienaymé
- 1806–1823: Gaspard-André Jauffret
- 1824–1842: Jacques-François Besson
- 1843–1886: Paul Dupont des Loges
- 1886–1899: François Fleck
- 1901–1919: Willibrord Benzler
- 1919–1937: Jean-Baptiste Pelt
- 1938–1958: Joseph-Jean Heintz
- 1958–1987: Paul Joseph Schmitt
- 1987–2013: Pierre Raffin
- 2013–heden: Jean-Christophe Lagleize (2001–2013: bisschop van Valence)